# Lucie Castel
Ne doit pas être confondu avec Lucie Castets.
Pour les articles homonymes, voir Castel.
Lucie Castel est une auteure de bande dessinée française née en 1987 en Charente-Maritime.

## Biographie
Lucie Castel est née en Charente-Maritime. Après des études de graphisme et de cinéma d'animation, elle intègre les éditions FLBLB. Elle participe au collectif Afghanistan, récits de guerre (2011) et exerce comme coloriste pour plusieurs ouvrages, comme Petite Histoire des colonies françaises, Bart O'Poil en tournage, Petite histoire de la Révolution française, Le profil de Jean Melville, Des milliards de miroirs... Elle est illustratrice pour des périodiques comme Alter échos, Médor.
À partir de 2017, s'associant avec Grégory Jarry et Nicole Augereau pour le scénario, elle dessine la série Voyages en Égypte et en Nubie de Giambattista Belzoni. Il s'agit d'une adaptation humoristique des carnets de voyage de l'égyptologue Giovanni Battista Belzoni, dit Giambattista Belzoni et de ceux de son épouse, Sarah Belzoni. L'ouvrage fait l'objet d'une exposition à Angoulême début 2020. Le troisième volume est récompensé par le prix Château de Cheverny de la bande dessinée historique et figure dans la sélection pour le fauve d'or au Festival d'Angoulême 2021. Pour ces albums, la dessinatrice juxtapose « un dessin très vif, proche de l’état du crayonné, avec des gravures très précises ». Elle emploie un trait « vif et expressif », « vif et nerveux ».
En 2018, à l'initiative d'ARTE, elle réalise un reportage sur la « jungle de Calais », centré sur les femmes ; ces travaux donnent lieu à une exposition lors du Lyon BD Festival en 2018,.
Parmi les œuvres qui l'ont marquée, elle cite L'Orgue du diable et La Frontière de la vie et se réfère à des dessinateurs comme Claire Bretécher, André Franquin, Jean-Marc Reiser et Otto T.. Certains chroniqueurs établissent une comparaison de son style avec celui de Christophe Blain,.

## Œuvres
- collectif : Afghanistan, récits de guerre, éd. FLBLB, 2011  (ISBN 978-2-357-61030-9)
- Un corps, avec Philippe Vanderheyden, L'Employé du Moi, 2015  (ISBN 978-2-930360-70-6)
- Voyages en Égypte et en Nubie de Giambattista Belzoni, scénarisé par Grégory Jarry et Nicole Augereau, éd. FLBLB

1. Premier voyage, 2017  (ISBN 978-2-357-61135-1)
2. Deuxième voyage, 2018  (ISBN 978-2-357-61147-4)
3. Troisième voyage, 2020  (ISBN 978-2-357-61183-2)

- Grosse nouille, petite saucisse (flipbook), éd. FLBLB, 2019  (ISBN 978-2-35761-177-1) (BNF 46586597)
- Vent debout, avec Grégory Jarry et Nicole Augereau, Delcourt, 2022  (ISBN 9782756074771)
- Les Bourrinologues, avec Grégory Jarry et Nicole Augereau, Bande d'Ado, 2022  (ISBN 9782408032685)
- J'aime bien les chiens, éd. FLBLB, 2024 (ISBN 978-2-35761-338-6)
- Voyages en Égypte et en Nubie de Giambattista Belzoni, édition intégrale, scénarisé par Grégory Jarry et Nicole Augereau, éd. FLBLB, 2024 (ISBN 978-2-35761-357-7)
- Avaler la Lune, avec Grégory Jarry et Robin Cousin, Casterman, 2025
  1. tome 1 : L'ascenseur (ISBN 9782203211575)

## Prix et distinctions
- 2020 : prix Château de Cheverny de la bande dessinée historique, avec Grégory Jarry et Nicole Augereau, pour Voyages en Égypte et en Nubie de Giambattista Belzoni. Troisième voyage[6].